# Mark Steinle
Mark Steinle (Pembury, 22 november 1974) is een Brits atleet, die is gespecialiseerd in de marathon. Eenmaal nam hij deel aan de Olympische Spelen, maar bleef medailleloos.

## Biografie
Op de Olympische Spelen van 2000 in Sydney nam Steinle deel aan de marathon. Met een tijd 2:24.42 eindigde hij op de 56e plaats.
In 2001 eindigde Steinle op de zesde plaats in de marathon van Londen.

## Titels
- Brits kampioen marathon - 2001, 2002

## Persoonlijke records
| Onderdeel      | Prestatie | Datum            | Plaats        |
| -------------- | --------- | ---------------- | ------------- |
| 10.000 m       | 28.04,48  | 22 juli 2000     | Watford       |
| halve marathon | 1:02.23   | 10 oktober 1999  | South Shields |
| 30 km          | 1:29.25   | 14 februari 2002 | Londen        |
| marathon       | 2:09.17   | 14 februari 2002 | Londen        |

## Palmares

### halve marathon
- 1997: 87e WK in Košice - 1:05.36
- 1999: 40e WK in Palermo- 1:04.11

### marathon
- 2000: 11e Londen Marathon - 2:11.18
- 2000: 56e OS – 2:24.42
- 2001: 6e Londen Marathon – 2:10.46
- 2002: 8e Londen Marathon – 2:09.17